# Millenniumpriset för teknologi
Millenniumpriset för teknologi (finska: Millennium-teknologiapalkinto) är ett internationellt pris instiftat 2004 av Teknikakademien i Finland. Det utdelas vartannat år till personer som utvecklar livskvalitetshöjande teknik. Prissumman 2012 var 1,2 miljon euro.

## Pristagare
- 2004 – Tim Berners-Lee
- 2006 – Shuji Nakamura
- 2008 – Robert S. Langer
- 2010 – Michael Grätzel
- 2012 – Linus Torvalds och Shinya Yamanaka
- 2014 – Stuart Parkin
- 2016 – Frances Arnold[3]
- 2018 – Tuomo Suntola
- 2020 – Shankar Balasubramanian och David Klenerman
- 2022 – Martin Green
- 2024 – Bantval Jayant Baliga